# Casa di Laocoonte

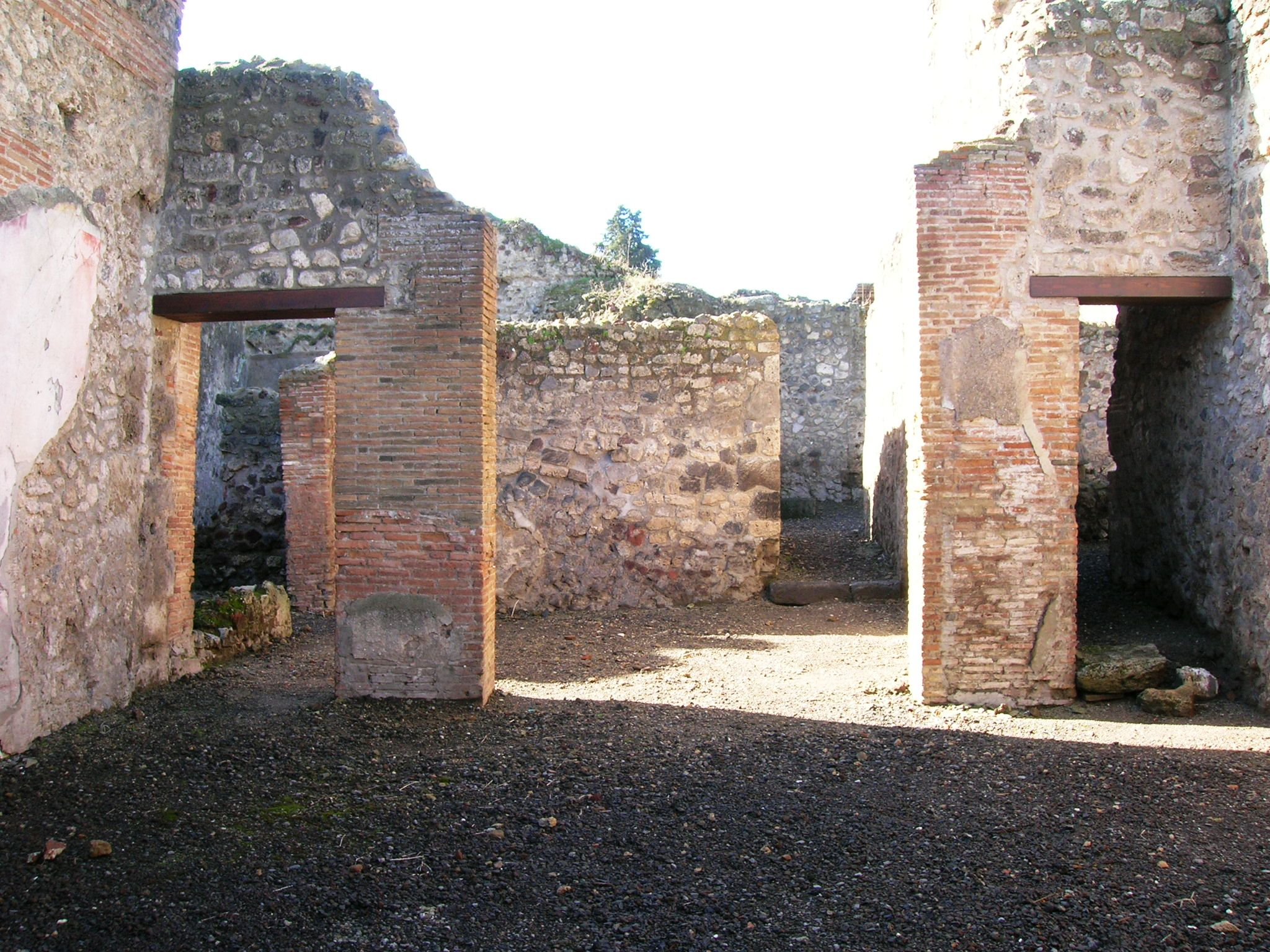
L'atrio

La casa di Laocoonte è una casa di epoca romana, sepolta durante l'eruzione del Vesuvio del 79 e ritrovata a seguito degli scavi archeologici dell'antica Pompei: deve il suo nome ad un ciclo di pitture ritrovate nell'atrio.

## Storia e descrizione
La casa, restaurata a seguito dei danni subiti dal terremoto di Pompei del 62, venne sepolta sotto una coltre di ceneri e lapilli durante l'eruzione del Vesuvio del 79: fu poi riportata alla luce durante le esplorazioni del 1875.
Superate le fauci d'ingressi si accede all'atrio di tipo tuscanico, il quale presenta al centro un impluvium, una pavimentazione in opus signinum con pietre bianche e lungo la parete meridionale un affresco, staccato e conservato al museo archeologico nazionale di Napoli, in parte danneggiato raffigurante la Morte di Laocoonte: l'opera si completa con un fregio in giallo, decorato con figure egizie. Intorno all'atrio non si aprono altri ambienti ma solo una scala che conduceva al piano superiore e due porte, di cui una di dimensioni maggiori rispetto all'altra, che danno accesso al tablino: lungo la parete settentrionale è stato ritrovato l'affresco di Polifemo ed Enea, anch'esso conservato al museo archeologico napoletano. Dal tablino un breve corridoio conduce al giardino, con decorazioni pittoriche che riproducono un ambiente bucolico ed un larario: questo presenta due colonne senza capitello che reggono un frontone ed un timpano, al cui interno è affrescato un uccello acquatico con ali spiegate contornate da capre, mentre la nicchia, all'interno della quale doveva trovarsi una statua di una divinità, ha le sembianze di una conchiglia, con decorazioni pittoriche, andate perdute, riproducenti fiori, ghirlande e uccelli.